# Comedy Central Itália
Comedy Central Itália é a versão italiana do canal de comédia Comedy Central.

## Programação

### Programas
- Amici miei
- Bastardi
- The Ben Stiller Show
- Comicittà: La settimana
- Crozza Italia (da La7)
- The Daily Show with Jon Stewart
- Lo Zoo di 105 (gravado pela Radio 105 Network)
- Markette (da La7)
- Neurovisione
- Queer eye for the straight guy
- The Sarah Silverman Show
- Second Italy
- Very Victoria
- Viva La Bam

### Cartoons
- Beavis & Butthead
- The Boondocks
- Comedy Illustrated (ILL-ustrated)
- Drawn Together
- Fuori di Zukka (Free For All)
- Interviste mai Viste (Creature Comforts)
- Odd Job Jack
- South Park

### Sit-Coms
- Almost Perfect
- Becker
- The Comeback
- Courting Alex
- Frasier
- The King of Queens
- Le Regole dell'Amore (Rules of Engagement)
- Love, Inc.
- Medici Senza Speranza (Out of Practice)
- Normal, Ohio
- Porno: Un Affare di Famiglia (Family Business)
- So NoTORIous
- Tutti Amano Raymond (Everybody Loves Raymond)

### Séries
- I Commedianti (Slings and Arrows)
- Dentro la TV
- Everybody Hates Chris
- Last Man Standing
- Related
- Reno 911!
- Sex and the City
- Stella
- Ti Presento i Robinson (The Robinsons)
- The War at Home

### Vintage
- Casa Keaton (Family Ties)
- Cheers
- Get Smart
- La Strana Coppia (The Odd Couple)
- M*A*S*H
- Mork & Mindy
- Pappa e Ciccia (Roseanne)
- Police Squad